# Véragres
Les Véragres, en latin Veragri, en grec Οὐάραγροι, sont un ancien peuple celte de Suisse.

## Étymologie
Le terme Veragri est d'origine celte et signifie les combattants belliqueux.

## Localisation

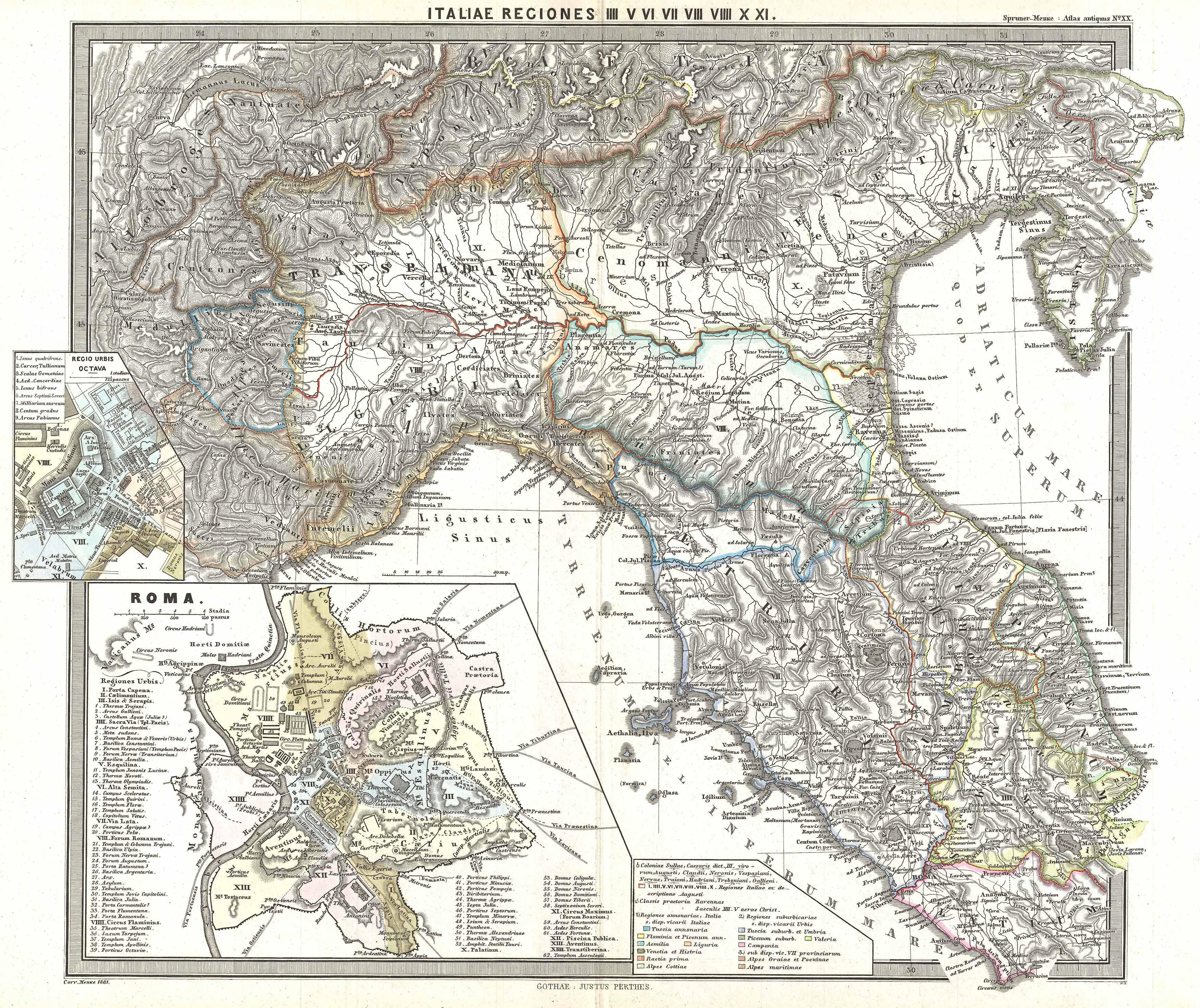
Carte de l'Italie du Nord sous Auguste, avec notamment les limites du territoire véragres.

Ils sont localisés par Jules César en Valais, entre les Nantuates et les Sédunes. Leur chef-lieu était Octodurus (Martigny), et Pline les nomme les Octodurenses. 
Dion Cassius, prétendant tenir cette information de César, écrit que leur territoire confinait les Allobroges et le lac Léman jusqu'aux Alpes, ce qui est peu vraisemblable. 
Strabon, quant à lui, place les Varagri, comme il les appelle, entre les Caturiges et les Nantuates alors qu'ils se trouvent, selon Pline, entre les Sédunes et les Salasses : ces derniers vivaient sur le versant italien des Alpes, au Val d'Aoste. Enfin, Tite-Live les situe dans les Alpes, sur la route qui franchit les Alpes Pennines par le Grand Saint-Bernard, ce qui semble exact. Il écrit également que les cols étaient tenus par des peuples à moitié germanique, ce qui laisse planer le doute sur l'affiliation ethnique exacte des Véragres.